# Burke River (Nepean River)
Der Burke River ist ein Fluss im Osten des australischen Bundesstaates New South Wales. 
Er entspringt bei Mount Murray, einer Siedlung westlich des Macquarie Pass. Der Fluss fließt durch größtenteils unbesiedeltes Gebiet des Küstengebirges von New South Wales nach Norden in den Lake Nepean und damit in den Nepean River. 
Sein wichtigster Nebenfluss ist der Little Burke River, der kurz vor der Mündung in den Lake Nepean einmündet.